# Wyncko Tonckens (1749-1804)
Wyncko Tonckens (geboren Westervelde, gedoopt Norg 5 februari 1749 - de Wijk, 2 september 1804) was een Nederlandse jurist en patriot.

## Leven en werk
Tonckens was een zoon van mr. Warmolt Tonckens, (1710-1782) en Trijntje Winters. Hij werd geboren in het Huis te Westervelde. Hij studeerde rechten aan de universiteit van Groningen en promoveerde aldaar in 1771. Hij vestigde zich aanvankelijk als advocaat in Westerveld, maar vertrok in 1778 naar Dickninge bij de Wijk om daar zijn oom Warmolt Lunsingh bij te staan als financieel beheerder. Na het overlijden van zijn oom in 1789 gebruikte hij zijn deel van de erfenis om Huis Voorwijk bij de Wijk te bouwen. Zijn broer broer Joachimus Lunsingh liet hiervan het Huis te Westerveld (de Tonckensborg) vernieuwen. Beide broers behoorden in 1797 tot de rijkste inwoners van Drenthe. Tonckens behoorde, evenals zijn broers Johannes en Joachimus Lunsingh tot het patriottische kamp in Drenthe, onder leiding van Carel de Vos van Steenwijk. De Vos van Steenwijk woonde op de nabij Dickninge gelegen havezate Havixhorst. Van de drie broers was Wyncko de meest uitgesproken vertegenwoordiger van de patriotten. Hij had zitting in de loffelijke etstoel in Drenthe, maar werd in 1787 uit zijn functie gezet. Na de omwenteling in 1795 keerde Tonckens terug op het politieke toneel van Drenthe. Hij maakte deel uit van het nieuwe rechtscollege en werd in 1797 gekozen in het college van Gedeputeerde Representanten. Hij was lid van het driemanschap, dat de financiële zaken in Drenthe regelde en gaandeweg ook de andere bestuurlijke zaken. Bij de ontbinding van deze Commissie van Finantie in 1802 vervulde hij de rol van president. Daarna werd hij wat op een zijspoor gerangeerd. Tot zijn overlijden in 1804 maakte hij deel uit van de departementale rekenkamer van Overijssel.
Tonckens trouwde op 4 januari 1788 te IJhorst met Claasjen Elevelt, dochter van Roelof Elevelt en Roelofje Bartelds. Zij overleed in 1789. Hij hertrouwde op 17 januari 1791 te Nijeveen met Maria Vos, dochter van mr. Hendrik Vos en Rolina Alingh. Zijn zoon Warmold Lunsingh was advocaat en wethouder te Meppel en lid van Provinciale Staten van Drenthe. Zijn zoon Hendrik was burgemeester van Eelde en eveneens statenlid. Zijn zoon Wyncko Johannes was burgemeester van Nijeveen en lid van de Eerste Kamer.